# フランソワ・デュベ
フランソワ・デュベ (François Dubet, 1946年5月23日 - )は、フランスの社会学者、ボルドー第二大学教授、社会科学高等研究院研究主任。社会学的介入分析センター（CADIS)のメンバーであり、国際社会学会・研究委員会（RC)47の元会長（1998-2002年）。専門は社会運動論・社会的排除論・社会制度論・社会正義論など。
ミシェル・ヴィヴィオルカとともにトゥレーヌ派の双璧。2011年に初の日本語訳書『経験の社会学』が出版された。

## 来歴
ペリグー 出身。アラン・トゥレーヌの下で、ミシェル・ヴィヴィオルカ（2006-2010年国際社会学会会長）らとともに、1976年から1984年まで大規模な社会運動調査を実施する。対象は学生運動、反原子力運動から、女性運動、地域主義運動、そしてポーランドの「連帯」、労働組合であり、日本でも『反原子力運動の社会学――未来を予言する人々』、『現代国家と地域闘争――フランスとオクシタニー』などが翻訳されている。
1980年代より、独自に、社会運動に至らない社会問題や社会制度のなかのアクターの研究をおこない、『高校生』や 『ガレー船』などを記している。1994年にトゥレーヌの『行為の社会学』を超える／補完するものとして、理論的主著『経験の社会学』を出版した。『経験の社会学』（2011年に翻訳）では、 「社会」がもはや、統合された一つのシステム、一つの生産様式、一つの国民国家には還元されないことをふまえ、そのような現代に生きるわれわれ一人ひとりの社会的経験を記述し、それを共同体的所属（統合の論理）、市場的計算（戦略の論理）、個人の真正さへの要求（主体化の論理）といった多くの合理性と多くの論理が結びついたものとして分析しようとする。
その後、ボルドー第2大学の若手研究者と一緒に計量・面接・グループ調査を実施した成果をまとめた『不正義』を出版し、社会学的な正義論を展開した。英訳され、Mittelweg36誌において、アクセル・ホネットの正義論と比較する特集が組まれている。
国際社会学会の研究委員会（RC）47では、オルタ・グローバル化運動の分析に取り組み、多様な指向性を含んだ運動のありようを評価している。

## 著作
- Lutte étudiante, éditions du Seuil, 1978
- La Prophétie anti-nucléaire, Seuil, 1980
- Le Pays contre l'État. Lutte occitane, Seuil, 1981
- Solidarité, éditions Fayard, 1982
- Le Mouvement ouvrier, Fayard, 1984
- L'État et les jeunes, Les Éditions ouvrières, avec Didier Lapeyronnie, 1985
- La Galère : jeunes en survie, Fayard, 1987
- Pobladores, L'Harmattan, 1989
- Immigrations, qu'en savons-nous ?, La Documentation française, 1989
- Les Lycéens, Seuil, 1991
- Les Quartiers d'exil, avec Didier Lapeyronnie, Seuil, 1992
- Universités et Villes, L'Harmattan, 1994
- Sociologie de l'expérience, Seuil, 1994 (日本語訳『経験の社会学』 山下 雅之 濱西 栄司 , 森田 次朗 訳, 新泉社 2011)
- À l'école. Sociologie de l'expérience scolaire avec Danilo Martuccelli, Seuil, 1996
- Écoles, familles : le malentendu, Textuel, 1997
- Dans quelle société vivons-nous ?, Seuil, 1998
- Pourquoi changer l'école, Textuel, 1999
- L'Hypocrisie scolaire, Seuil 2000
- Les Inégalités multipliées, éditions de l'Aube, 2000
- Le Déclin de l'institution, Seuil, 2002
- Le Rapport Langevin-Wallon, Mille et une nuits, 2004
- L'École des chances : qu'est-ce qu'une école juste ?, Seuil, 2004
- Injustices, Seuil, 2006
- L'Expérience sociologique, La Découverte, coll. Repères, 2007
- Faits d'école, éditions de l'EHESS, 2008
- Travail des sociétés, Seuil, 2009
- Les places et les chances, Seuil, 2010.
- Les sociétés et leurs écoles. Emprise du diplôme et cohésion sociale avec Marie Duru-Bellat et Antoine Vérétout, Seuil, 2010.